# Grzegorz Tomasz Ziegler
Grzegorz Tomasz Ziegler (ur. 7 marca 1770 w Kirchheim in Schwaben, zm. 15 kwietnia 1852 w Linzu) – austriacki duchowny rzymskokatolicki, benedyktyn, biskup diecezjalny tyniecki w latach 1822–1826, biskup diecezjalny tarnowski w latach 1826–1827, biskup diecezjalny Linzu w latach 1827–1852.
Odbył szereg podróży po swoich diecezjach. W 1836, staraniem ówczesnego proboszcza z Poronina, nad Czarnym Stawem pod Rysami w Tatrach „(...) postawiono żelazny krzyż na pamiątkę bytności tamże Grzegorza Zieglera, biskupa tynieckiego i tarnowskiego (zm. w Lincu 1852). Na żelaznej płycie znajdował się napis: Hic non plus ultra, non supra nisi in cruce D. N. J. Christi. 1823” Krzyż ten nie zachował się.